# エコエゴ
『エコエゴ』は、マルキンアド株式会社が制作した日本の無料ブラウザゲーム。Adobe Flashを利用して開発されたFlashゲームであり、利用には Flash Player 8.0 以上に対応したブラウザが必要である。環境問題をテーマとしたゲームで、主人公に環境を意識した行動と自身の利己的行動のバランスを取って理想の社会の構築を目指す。Yahoo!きっずにも採用され、学校教育にも使用された。

## 内容
デフォルメされた地球を舞台とする。主人公ココロンの起床から始まり、エアコンの設定温度や移動手段としての自動車あるいは自転車など、ココロンの1日の行動を選択する形でゲームは進行する。ゲーム時間は6分間であるが、それよりも早期のゲームオーバーもある。
例えばエアコンの設定温度を極端に低く設定すると自然環境に負荷がかかって悪化する。ココロンの暮らす樹が枯れて鳥が死に、周囲の地面も乾燥するなどの変化が見られ、環境の指標である「エコロジーメーター」が0になって破滅する。一方でエアコンを作動させずにいると草花が生い茂り樹にも花が咲くなどの変化が見られるが、ココロンは暑さに苦しむ。顔色が悪くなるなど健康被害が出るようになると、ココロンのストレス指標である「ストレスメーター」が0になって倒れてしまう。環境と自己の快適性の両方を意識したゲーム進行が求められる。
ゲームが終了すると「あそこであぁすれば、未来はもっと良くなる」というキャッチフレーズが表示される。

## 反響
2006年、『エコエゴ』は ヤフー株式会社による「インターネット クリエイティブアワード2006」の一般の部にて、環境を主題としたテーマ部門で金賞を受賞した。2008年4月にYahoo!きっず内に開設された「Yahoo!きっず環境」でも公開された。2007年8月18日には、優れたWebサイトを紹介するポータルサイト「FWA」で FWA of the Day を受賞した。
無料ゲームであるため収益は発生しないが、開発者の飯塚浩幸は本作がマルキンアド株式会社の広告塔になるとコメントした。学校教育に取り入れられた例もあり、環境に関する知見を得るだけでなく、判断力や決断力の向上に繋がるとする小学校教員の声もある。
Adobe Flash Playerのサポート終了に伴い、2020年12月にYahoo!きっず内でのサービスを終了したが、2022年11月現在、マルキンアド公式サイト内での公開は継続している。